# (18531) Strakonice
(18531) Strakonice est un astéroïde de la ceinture principale découvert par Miloš Tichý et Zdeněk Moravec.
Il a été ainsi baptisé en l'honneur de la ville de Strakonice en République tchèque.